# Ctenophthalmus verutus
Ctenophthalmus verutus är en loppart som beskrevs av Smit 1960. Ctenophthalmus verutus ingår i släktet Ctenophthalmus och familjen mullvadsloppor. Inga underarter finns listade i Catalogue of Life.